# Calvario las Delicias
Calvario las Delicias är en ort i Mexiko.   Den ligger i kommunen Yajalón och delstaten Chiapas, i den sydöstra delen av landet, 800 km öster om huvudstaden Mexico City. Calvario las Delicias ligger 1 274 meter över havet och antalet invånare är 214.
Terrängen runt Calvario las Delicias är kuperad åt nordost, men åt sydväst är den bergig. Runt Calvario las Delicias är det ganska tätbefolkat, med 67 invånare per kvadratkilometer. Närmaste större samhälle är Yajalón, 5,8 km öster om Calvario las Delicias. I omgivningarna runt Calvario las Delicias växer i huvudsak städsegrön lövskog.